# Basketbol'nyj klub Chimki 2010-2011
Questa voce raccoglie le informazioni riguardanti il Basketbol'nyj klub Chimki nelle competizioni ufficiali della stagione 2010-2011.

## Stagione
La stagione 2010-2011 del Basketbol'nyj klub Chimki è la 12ª nel massimo campionato russo di pallacanestro, la Professional'naya basketbol'naya liga.

## Roster
Aggiornato al 7 febbraio 2023
| Chimki Moscow Region 2010-11 | Chimki Moscow Region 2010-11 |
| Giocatori                    | Staff tecnico                |
| ---------------------------- | ---------------------------- |

| N. | Naz.                                        | Ruolo | Nome                 | Anno | Alt.   | Peso   |  |
| -- | ------------------------------------------- | ----- | -------------------- | ---- | ------ | ------ |  |
| 5  | Stati Uniti (bandiera)                      | G     | Keith Langford       | 1983 | 193 cm | 90 kg  |  |
| 6  | Stati Uniti (bandiera) · Russia (bandiera)  | G     | Travis Hansen        | 1978 | 198 cm | 93 kg  |  |
| 7  | Russia (bandiera)                           | P     | Vitalij Fridzon (C)  | 1985 | 194 cm | 88 kg  |  |
| 8  | Nigeria (bandiera)                          | C     | Benjamin Eze         | 1981 | 208 cm | 115 kg |  |
| 8  | Grecia (bandiera) · Russia (bandiera)       | C     | Lazaros Papadopoulos | 1980 | 210 cm | 127 kg |  |
| 10 | Croazia (bandiera)                          | C     | Krešimir Lončar      | 1983 | 210 cm | 105 kg |  |
| 11 | Russia (bandiera)                           | G     | Vjačeslav Zajcev     | 1989 | 190 cm | 85 kg  |  |
| 12 | Russia (bandiera)                           | AG    | Fëdor Dmitriev       | 1984 | 205 cm | 113 kg |  |
| 14 | Russia (bandiera)                           | C     | Aleksej Savrasenko   | 1979 | 215 cm | 120 kg |  |
| 17 | Russia (bandiera)                           | C     | Aleksej Karpeko      | 1989 | 203 cm | 101 kg |  |
| 18 | Spagna (bandiera)                           | P     | Raül López           | 1980 | 182 cm | 84 kg  |  |
| 20 | Russia (bandiera)                           | AP    | Vadim Panin          | 1984 | 203 cm | 98 kg  |  |
| 21 | Russia (bandiera)                           | AP    | Sergej Monja         | 1983 | 202 cm | 99 kg  |  |
| 22 | Stati Uniti (bandiera) · Polonia (bandiera) | G     | Thomas Kelati        | 1982 | 195 cm | 91 kg  |  |
| 29 | Russia (bandiera)                           | G     | Valentin Novikov     | 1989 | 193 cm | 87 kg  |  |
| 34 | Croazia (bandiera)                          | G     | Zoran Planinić       | 1982 | 199 cm | 88 kg  |  |
|    | Russia (bandiera)                           | P     | Jurij Karpenko       | 1993 | 184 cm | 72 kg  |  |

| Allenatore |
| - Sergio Scariolo (fino al 20 dicembre) - Oleg Meleščenko (dal 20 dicembre fino al 4 marzo) - Rimas Kurtinaitis (dal 4 marzo)          |
| Assistente/i |
| - Jenaro Díaz - Andrija Gavrilović - Oleg Meleščenko (fino al 20 dicembre) Legenda - (C) Capitano - (IN) Inattivo - Infortunato Roster |

## Mercato

### Sessione estiva
| Acquisti | Acquisti           | Acquisti             | Acquisti   | Acquisti |
| R.a      | Nome               | da                   | Modalità   |          |
| -------- | ------------------ | -------------------- | ---------- | -------- |
| GA       | Thomas Kelati      | Valencia             | definitivo |          |
| C        | Benjamin Eze       | Mens Sana Siena      | definitivo |          |
| C        | Aleksej Savrasenko | Dinamo Mosca         | definitivo |          |
| G        | Zoran Planinić     | CSKA Mosca           | definitivo |          |
| AP       | Vadim Panin        | Zenit S. Pietroburgo | definitivo |          |
| C        | Krešimir Lončar    | UNICS Kazan'         | definitivo |          |
| AP       | Sergej Monja       | Dinamo Mosca         | definitivo |          |

| Cessioni | Cessioni          | Cessioni         | Cessioni       | Cessioni |
| R.       | Nome              | a                | Modalità       |          |
| -------- | ----------------- | ---------------- | -------------- | -------- |
| C        | Timofej Mozgov    | N.Y. Knicks      | fine contratto |          |
| GA       | Ricky Minard      | UNICS Kazan'     | fine contratto |          |
| C        | Robertas Javtokas | Valencia         | fine contratto |          |
| G        | Sergej Toporov    | Lokomotiv Kuban' | fine contratto |          |
| AC       | Pëtr Gubanov      | Dinamo Mosca     | fine contratto |          |
| AG       | Paulius Jankūnas  | Žalgiris Kaunas  | rescissione    |          |
| P        | Carlos Cabezas    | Saragozza        | fine contratto |          |
| AP       | Kelly McCarty     | UNICS Kazan'     | fine contratto |          |

### Dopo l'inizio della stagione
| Acquisti | Acquisti             | Acquisti       | Acquisti         | Acquisti   |
| R.       | Nome                 | da             | Data             | Modalità   |
| -------- | -------------------- | -------------- | ---------------- | ---------- |
| G        | Travis Hansen        | Free agent     | dicembre 2010    | definitivo |
| C        | Lazaros Papadopoulos | PAOK Salonicco | 16 febbraio 2011 | definitivo |

| Cessioni | Cessioni       | Cessioni         | Cessioni     | Cessioni    |
| R.       | Nome           | a                | Data         | Modalità    |
| -------- | -------------- | ---------------- | ------------ | ----------- |
| C        | Benjamin Eze   | Olimpia Milano   | gennaio 2011 | rescissione |
| AG       | Fëdor Dmitriev | Kr. Kryl. Samara | marzo 2011   | rescissione |